# Tercera Federación - Grupo III 2023-24
La temporada 2023-24 del Grupo III de la Tercera Federación de fútbol comenzó el 9 de septiembre de 2023 y finalizó el 12 de mayo de 2024. Posteriormente se disputó la promoción de ascenso entre el 19 de mayo y el 9 de junio en su fase territorial, y para finalizar en su fase nacional entre el 16 y 23 de mayo. Se trata de la tercera edición tras la restructuración de las categorías no profesionales por parte de la RFEF a causa de la pandemia global causada por el Coronavirus; y es la quinta categoría a nivel nacional.

## Sistema de competición
Participan dieciocho clubes encuadrados en un único grupo. Se enfrentan todos contra todos en dos ocasiones -una en campo propio y otra en campo contrario- durante un total de 34 jornadas. El orden de los encuentros se decide por sorteo antes de empezar la competición. La Federación de Fútbol de Cantabria es la responsable de designar las fechas de los partidos y los árbitros de cada encuentro, reservando al equipo local la potestad de fijar el horario exacto de cada encuentro.
Una vez finalizada la competición, el primer clasificado asciende directamente a Segunda Federación y se proclama campeón de Tercera Federación.
Los clasificados entre el segundo y el quinto lugar disputan un Play Off territorial en formato de eliminatorias a doble partido ida y vuelta. En caso de empate el vencedor de la eliminatoria es el equipo mejor clasificado. El equipo vencedor de este Play Off se clasifica a la Promoción de ascenso a Segunda Federación que tiene carácter de final interterritorial.
Los tres últimos clasificados descienden directamente a Regional Preferente. Puede haber más descensos por arrastre provocados por descensos de superior categoría.

## Ascensos y descensos
| Pos. | Ascendidos a 2.ª Federación |
| ---- | --------------------------- |
| 1º   | C. D. Cayón                 |

| Pos. | Descendidos de 2.ª Federación |
| ---- | ----------------------------- |
| 15º  | C. D. Laredo                  |

| Pos. | Ascendidos de Regional Preferente |
| ---- | --------------------------------- |
| 1º   | C. D. E. Atlético Mineros         |
| 2º   | Velarde C. F.                     |
| 3º   | C. D. Bezana                      |
| 4º   | C. D. Colindres                   |

| Pos. | Descendidos a Regional Preferente |
| ---- | --------------------------------- |
| 15.º | S. D. Gama                        |
| 16.º | S. D. Textil Escudo               |

## Equipos

### Listado de equipos
| Equipo                     | Localidad                | Estadio                            | Capacidad |
| -------------------------- | ------------------------ | ---------------------------------- | --------- |
| S. D. Atlético Albericia   | Santander                | Juan Hormaechea                    | 1.000     |
| C. D. E. Atlético Mineros  | Reocín                   | Puente San Miguel                  | 300       |
| C. D. Bezana               | Santa Cruz de Bezana     | Municipal                          | 3.000     |
| U. C. Cartes               | Cartes                   | El Ansar                           | 1.500     |
| Castro F. C.               | Castro-Urdiales          | Riomar                             | 1.200     |
| C. D. Colindres            | Colindres                | El Carmen                          | 2.500     |
| U. M. Escobedo             | Escobedo de Camargo      | Eusebio Arce                       | 2.000     |
| C. D. Guarnizo             | Guarnizo                 | Campos de El Pilar                 | 3.000     |
| C. D. Laredo               | Laredo                   | San Lorenzo                        | 3.000     |
| C. D. Naval                | Reinosa                  | San Francisco                      | 1.500     |
| C. D. Revilla              | Revilla                  | El Crucero                         | 600       |
| U. D. Sámano               | Sámano                   | Vallegón                           | 1.500     |
| A. D. Siete Villas         | Castillo Siete Villas    | San Pedro                          | 595       |
| S. D. Solares-Medio Cudeyo | Solares                  | La Estación                        | 1.500     |
| S. D. Torina               | Bárcena de Pie de Concha | Municipal Bárcena de Pie de Concha | 2.000     |
| C. D. Tropezón             | Tanos                    | Santa Ana                          | 1.500     |
| Velarde C. F.              | Muriedas                 | La Maruca                          | 2.350     |
| S.R.D. Vimenor C. F.       | Vioño de Piélagos        | La Vidriera                        | 800       |

| At. Albericia At. Mineros Bezana Cartes Castro Colindres Escobedo Guarnizo Laredo Naval Revilla Sámano Siete Villas Solares-Medio Cudeyo Torina Tropezón Velarde Vimenor |

## Clasificación
| Pos. | Equipo                         | Pts. | PJ | G  | E  | P  | GF | GC | Dif. |                                                    |
| ---- | ------------------------------ | ---- | -- | -- | -- | -- | -- | -- | ---- | -------------------------------------------------- |
| 1    | U. M. Escobedo (C, A)          | 68   | 34 | 21 | 5  | 8  | 58 | 30 | +28  | Ascenso a Segunda Federación y Copa del Rey        |
| 2    | C. D. Laredo (A)               | 61   | 34 | 18 | 7  | 9  | 49 | 22 | +27  | Ascenso a Segunda Federación y Copa del Rey        |
| 3    | S. D. Torina                   | 60   | 34 | 16 | 12 | 6  | 45 | 37 | +8   | Acceso a Promoción de Ascenso a Segunda Federación |
| 4    | S. D. Atlético Albericia       | 58   | 34 | 17 | 7  | 10 | 54 | 37 | +17  | Acceso a Promoción de Ascenso a Segunda Federación |
| 5    | C. F. Vimenor                  | 57   | 34 | 17 | 6  | 11 | 43 | 32 | +11  | Acceso a Promoción de Ascenso a Segunda Federación |
| 6    | C. D. Tropezón                 | 56   | 34 | 15 | 11 | 8  | 49 | 38 | +11  |                                                    |
| 7    | C. D. Bezana                   | 56   | 34 | 17 | 5  | 12 | 49 | 42 | +7   |                                                    |
| 8    | Castro F. C.                   | 52   | 34 | 16 | 4  | 14 | 40 | 40 | 0    |                                                    |
| 9    | C. D. Guarnizo                 | 48   | 34 | 13 | 9  | 12 | 37 | 31 | +6   |                                                    |
| 10   | C. D. Revilla                  | 44   | 34 | 12 | 8  | 14 | 41 | 52 | −11  |                                                    |
| 11   | C. D. Naval                    | 43   | 34 | 9  | 16 | 9  | 39 | 37 | +2   |                                                    |
| 12   | C. D. Colindres                | 43   | 34 | 13 | 4  | 17 | 37 | 42 | −5   |                                                    |
| 13   | A. D. Siete Villas             | 42   | 34 | 11 | 9  | 14 | 49 | 47 | +2   |                                                    |
| 14   | U. D. Sámano                   | 41   | 34 | 11 | 8  | 15 | 40 | 44 | −4   |                                                    |
| 15   | C. D. E. Atlético Mineros      | 33   | 34 | 8  | 9  | 17 | 35 | 63 | −28  |                                                    |
| 16   | S. D. Solares-Medio Cudeyo (D) | 33   | 34 | 9  | 6  | 19 | 33 | 54 | −21  | Descenso a Regional Preferente                     |
| 17   | U. C. Cartes (D)               | 31   | 34 | 8  | 7  | 19 | 32 | 50 | −18  | Descenso a Regional Preferente                     |
| 18   | Velarde C. F. (D)              | 20   | 34 | 3  | 11 | 20 | 29 | 61 | −32  | Descenso a Regional Preferente                     |

Actualizado a los partidos jugados el 24 de mayo de 2024.
 Fuente: Resultados Fútbol

## Resultados
| Local \ Visitante          | ALB | ATM | BEZ | CAR | CAS | COL | ESC | GUA | LAR | NAV | REV | SAM | SIV | SOL | TOR | TRO | VEL | VIM |
| -------------------------- | --- | --- | --- | --- | --- | --- | --- | --- | --- | --- | --- | --- | --- | --- | --- | --- | --- | --- |
| S. D. Atlético Albericia   | —   | 1–0 | 2–0 | 1–1 | 3–0 | 3–4 | 0–2 | 1–2 | 0–0 | 2–3 | 2–1 | 2–2 | 3–2 | 2–0 | 0–0 | 0–1 | 4–0 | 3–2 |
| C. D. E. Atlético Mineros  | 3–3 | —   | 1–4 | 2–1 | 1–1 | 0–1 | 1–0 | 0–3 | 0–7 | 1–1 | 1–1 | 1–4 | 1–1 | 3–2 | 2–2 | 0–1 | 4–3 | 0–1 |
| C. D. Bezana               | 1–0 | 3–2 | —   | 1–0 | 1–0 | 1–0 | 1–2 | 1–0 | 0–3 | 1–2 | 0–2 | 1–2 | 2–1 | 1–2 | 3–0 | 1–2 | 2–0 | 0–0 |
| U. C. Cartes               | 0–1 | 2–1 | 1–3 | —   | 4–1 | 2–1 | 0–1 | 0–2 | 0–2 | 0–1 | 1–0 | 0–0 | 2–1 | 0–0 | 0–1 | 1–1 | 3–1 | 1–1 |
| Castro F. C.               | 2–1 | 2–0 | 3–0 | 2–2 | —   | 1–0 | 0–2 | 3–2 | 0–0 | 1–0 | 2–0 | 1–0 | 3–1 | 4–0 | 1–2 | 0–2 | 2–1 | 2–0 |
| C. D. Colindres            | 0–1 | 2–1 | 0–1 | 2–1 | 0–1 | —   | 0–1 | 1–1 | 0–1 | 2–2 | 3–0 | 0–3 | 0–2 | 1–2 | 0–0 | 3–1 | 1–0 | 1–0 |
| U. M. Escobedo             | 2–2 | 2–0 | 1–2 | 4–1 | 4–0 | 2–1 | —   | 2–1 | 2–1 | 3–2 | 4–1 | 2–1 | 2–0 | 2–1 | 3–1 | 0–1 | 2–0 | 0–1 |
| C. D. Guarnizo             | 1–0 | 0–1 | 0–2 | 0–0 | 0–0 | 2–0 | 0–1 | —   | 1–0 | 0–1 | 4–1 | 1–0 | 0–0 | 4–2 | 1–0 | 1–0 | 2–2 | 0–1 |
| C. D. Laredo               | 0–1 | 1–0 | 2–2 | 3–1 | 0–2 | 2–0 | 2–0 | 1–0 | —   | 1–1 | 1–2 | 2–1 | 1–0 | 2–0 | 1–1 | 4–1 | 3–0 | 0–0 |
| C. D. Naval                | 2–2 | 1–1 | 1–1 | 3–0 | 3–1 | 3–1 | 2–2 | 1–1 | 1–2 | —   | 0–1 | 1–0 | 0–0 | 1–2 | 1–1 | 1–2 | 0–0 | 1–2 |
| C. D. Revilla              | 0–3 | 0–1 | 1–3 | 2–1 | 1–0 | 0–0 | 1–0 | 1–1 | 1–0 | 2–0 | —   | 0–0 | 1–2 | 0–2 | 0–3 | 2–2 | 4–0 | 2–1 |
| U. D. Sámano               | 2–1 | 3–0 | 2–2 | 0–1 | 0–1 | 3–2 | 1–1 | 1–0 | 1–0 | 0–1 | 2–1 | —   | 1–4 | 2–1 | 1–1 | 0–2 | 1–3 | 3–0 |
| A. D. Siete Villas         | 0–2 | 1–2 | 3–1 | 2–0 | 4–2 | 1–3 | 1–3 | 1–2 | 1–1 | 1–1 | 2–2 | 3–0 | —   | 1–1 | 1–1 | 4–2 | 2–1 | 1–1 |
| S. D. Solares-Medio Cudeyo | 0–2 | 1–1 | 0–2 | 3–2 | 1–0 | 0–1 | 0–3 | 3–1 | 0–1 | 0–0 | 0–2 | 3–1 | 0–2 | —   | 2–0 | 0–0 | 0–0 | 1–2 |
| S. D. Torina               | 2–0 | 2–0 | 2–1 | 2–1 | 2–0 | 3–1 | 1–0 | 3–2 | 0–3 | 0–0 | 3–3 | 2–1 | 3–2 | 3–2 | —   | 1–1 | 0–0 | 1–0 |
| C. D. Tropezón             | 1–3 | 4–1 | 1–1 | 3–0 | 2–3 | 0–1 | 1–1 | 0–0 | 2–1 | 2–0 | 3–3 | 1–1 | 2–1 | 2–0 | 0–1 | —   | 1–1 | 2–0 |
| Velarde C. F.              | 0–1 | 2–2 | 2–3 | 0–2 | 1–0 | 0–3 | 1–1 | 0–1 | 0–1 | 1–1 | 2–3 | 1–1 | 0–2 | 4–1 | 1–1 | 1–1 | —   | 0–3 |
| C. F. Vimenor              | 1–2 | 0–1 | 2–1 | 2–1 | 1–0 | 1–2 | 2–1 | 1–1 | 1–0 | 1–1 | 3–0 | 2–0 | 2–0 | 2–1 | 3–0 | 1–2 | 3–1 | —   |

## Play Off de Ascenso a Segunda Federación
|  | Semifinales                                          | Semifinales                                          | Semifinales                                          | Semifinales                                          | Semifinales                                          |   |              | Semifinales                                          | Semifinales                                          | Semifinales                                          | Semifinales                                          | Semifinales                                          |  |
|  | 19 de mayo de 2024 (ida) 26 de mayo de 2024 (vuelta) | 19 de mayo de 2024 (ida) 26 de mayo de 2024 (vuelta) | 19 de mayo de 2024 (ida) 26 de mayo de 2024 (vuelta) | 19 de mayo de 2024 (ida) 26 de mayo de 2024 (vuelta) | 19 de mayo de 2024 (ida) 26 de mayo de 2024 (vuelta) |   |              | 2 de junio de 2024 (ida) 8 de junio de 2024 (vuelta) | 2 de junio de 2024 (ida) 8 de junio de 2024 (vuelta) | 2 de junio de 2024 (ida) 8 de junio de 2024 (vuelta) | 2 de junio de 2024 (ida) 8 de junio de 2024 (vuelta) | 2 de junio de 2024 (ida) 8 de junio de 2024 (vuelta) |  |
|  |                                                      |                                                      |                                                      |                                                      |                                                      |   |              |                                                      |                                                      |                                                      |                                                      |                                                      |  |
|  |                                                      |                                                      |                                                      |                                                      |                                                      |   |              |                                                      |                                                      |                                                      |                                                      |                                                      |  |
|  | 5º                                                   | C. F. Vimenor                                        | 0                                                    | 1                                                    | 1                                                    |   |              |                                                      |                                                      |                                                      |                                                      |                                                      |  |
|  | 5º                                                   | C. F. Vimenor                                        | 0                                                    | 1                                                    | 1                                                    |   |              |                                                      |                                                      |                                                      |                                                      |                                                      |  |
|  | 2º                                                   | C. D. Laredo                                         | 1                                                    | 1                                                    | 2                                                    |   |              |                                                      |                                                      |                                                      |                                                      |                                                      |  |
|  | 2º                                                   | C. D. Laredo                                         | 1                                                    | 1                                                    | 2                                                    |   | C. D. Laredo | C. D. Laredo                                         | 0                                                    | 2                                                    | 2                                                    |                                                      |  |
|  |                                                      |                                                      |                                                      |                                                      |                                                      |   | C. D. Laredo | C. D. Laredo                                         | 0                                                    | 2                                                    | 2                                                    |                                                      |  |
|  |                                                      |                                                      | S. D. Torina                                         | S. D. Torina                                         | 1                                                    | 0 | 1            |                                                      |                                                      |                                                      |                                                      |                                                      |  |
|  | 4º                                                   | S. D. Atlético Albericia                             | S. D. Torina                                         | S. D. Torina                                         | 1                                                    | 0 | 1            | 1                                                    | 1                                                    | 2                                                    |                                                      |                                                      |  |
|  | 4º                                                   | S. D. Atlético Albericia                             |                                                      |                                                      |                                                      |   |              | 1                                                    | 1                                                    | 2                                                    |                                                      |                                                      |  |
|  | 3º                                                   | S. D. Torina                                         | 2                                                    | 1                                                    | 3                                                    |   |              |                                                      |                                                      |                                                      |                                                      |                                                      |  |
|  | 3º                                                   | S. D. Torina                                         | 2                                                    | 1                                                    | 3                                                    |   |              |                                                      |                                                      |                                                      |                                                      |                                                      |  |
|  |                                                      |                                                      |                                                      |                                                      |                                                      |   |              |                                                      |                                                      |                                                      |                                                      |                                                      |  |

## Clasificado a la Copa del Rey
| Bandera de Cantabria |
|                      |
|                      |

Nota: Hay posibilidad de que el subcampeón se clasifique a la Copa del Rey si no es un equipo filial.